# Watkinsville
Watkinsville település az Amerikai Egyesült Államok Georgia államában, Oconee megyében, melynek megyeszékhelye is. Lakosainak száma 2896 fő (2020. április 1.).

## Népesség
A település népességének változása:

| 2010 | 2 832 |
| 2020 | 2 896 |